# Alue Gadeng (Darul Aman)
Alue Gadeng is een bestuurslaag in het regentschap Aceh Timur van de provincie Atjeh, Indonesië. Alue Gadeng telt 247 inwoners (volkstelling 2010).